# Pyszczak hełmiasty
Pyszczak hełmiasty (Cyphotilapia frontosa) – gatunek słodkowodnej ryby z rodziny pielęgnicowatych (Cichlidea). Bywa hodowana w akwariach.

## Występowanie
Jest endemitem spotykanym na wielu stanowiskach północnej części afrykańskiego jeziora Tanganika.

## Charakterystyka

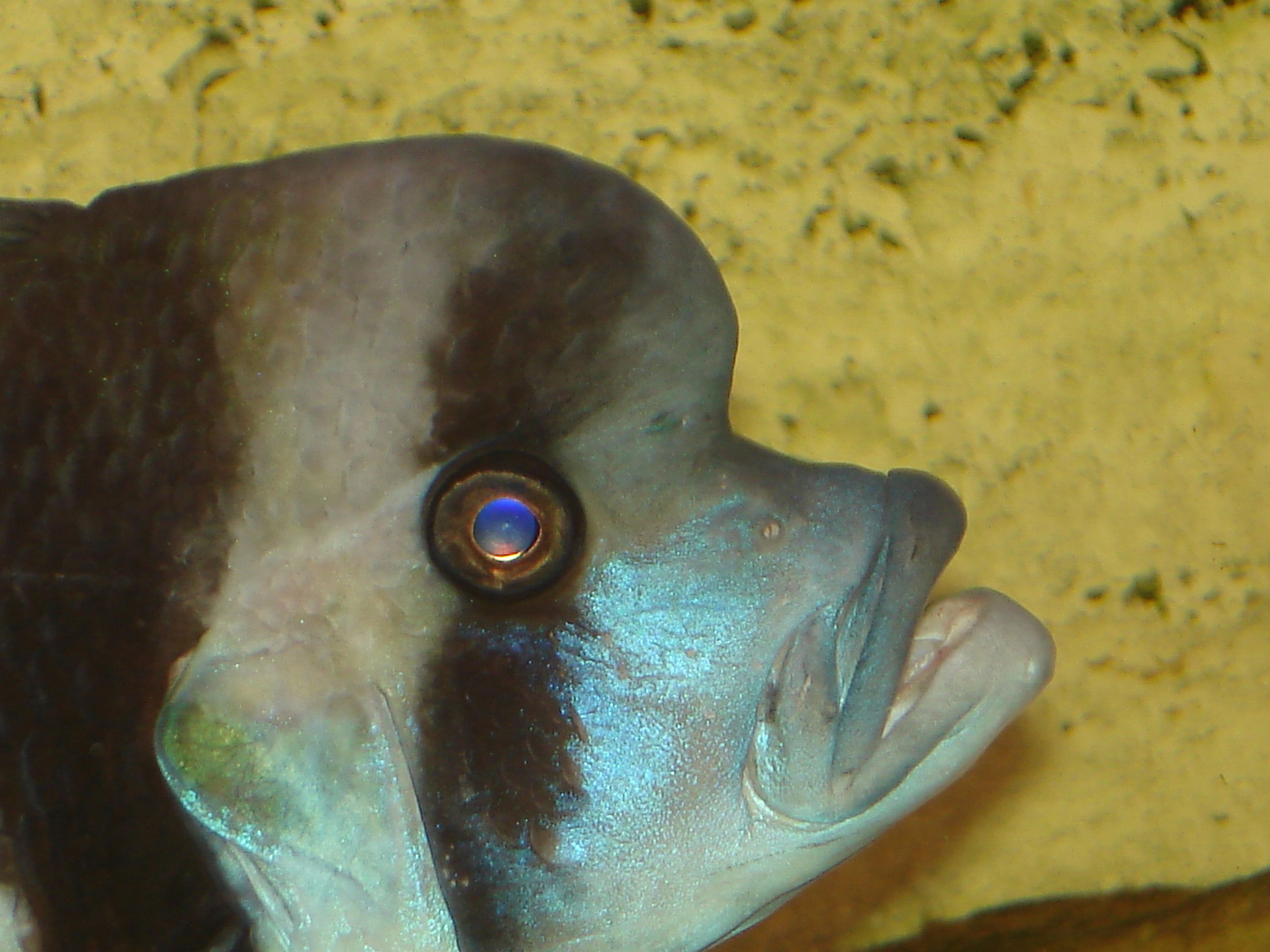
Charakterystyczny garb na głowie samca. Poniżej oka widoczna niebiesko błyszcząca plama

Ciało silnie wygrzbiecone. Charakterystyczny czołowy garb (hełm) utworzony z tkanki tłuszczowej, zazwyczaj dobrze wykształcony u starszych samców. Na szaro-białym lub niebiesko-szarym tle występują pionowe, ciemne pasy w liczbie 5–7 (ich liczba zależna jest od odmiany). Pierwsza pręga przebiega za pokrywami skrzelowymi, a ostatnia przez nasadę płetwy ogonowej. Poniżej oka znajduje się niebiesko błyszcząca plama. Ubarwienie ciała może ulegać zmianie w zależności od nastroju i kondycji ryb. Długość ciała 20–35 cm.

## Opis
Spokojna, łagodna, a nawet płochliwa. Nie wykazuje agresji, ani terytorializmu. Niszczy delikatne rośliny.
Dymorfizm płciowy – samiec z reguły większy i z wyraźniej zarysowanym czołowym garbem, ma dłuższe końcówki płetw: grzbietowej, odbytowej i piersiowych.

## Warunki w akwarium
| Zalecane warunki w akwarium | Zalecane warunki w akwarium                   |
| --------------------------- | --------------------------------------------- |
| Zbiornik                    |                                               |
| Temperatura wody            | 24–27°C                                       |
| Twardość wody               | 8–25°n                                        |
| Skala pH                    | 7,3–8,8 (o niskiej zawartości azotanów)       |
| Pokarm                      |                                               |
| Uwagi                       | W temperaturze powyżej 29 °C ryby mogą zginąć |

## Wymagania hodowlane
Dobierają się w stada haremowe – kilka samic przypada na jednego samca. Dlatego zbiornik powinien być bardzo duży, raczej powyżej 500 l. W mniejszych zbiornikach spłoszone ryby odbijają się od ścian w czasie ucieczki, co może spowodować poważne okaleczenia. Wymagana jest wolna przestrzeń do pływania i odsłonięte miejsca, w których ryby mogą odbywać tarło. Istotne jest, aby każda ryba mogła znaleźć sobie kryjówkę. Wystrój akwarium charakterystyczny dla biotopu tanganikańskiego – litoral skalny. Rośliny nie są konieczne. W naturalnych warunkach przebywają w środowiskach skalnych ubogich w roślinność.

## Rozmnażanie
Pyszczak hełmiasty osiąga dojrzałość płciową ok. 2–3 roku życia. Samica składa od 25 do 100 jaj. Średnica jaja wynosi 5–6 mm (przy liczbie około 50 złożonych jaj). Cyphotilapia frontosa jest typowym pyszczakiem – inkubuje w pysku ikrę, a następnie młode przez 54 dni. W tym czasie może pobierać pokarm. Młode wypuszczone z pyska matki osiągają długość ponad 22 mm i są w pełni samodzielne.

## Odżywianie
W naturze pyszczak hełmiasty żywi się małymi skorupiakami, mięczakami wydobywanymi z dna, larwami owadów, rzadko mniejszymi rybami. W akwarium jedzą dżdżownice, drobne ryby, krewetki, kryla, ochotkę, wodzienia, mięso drobiowe. Ich pokarm można uzupełniać gotowanym makaronem w niedużych ilościach. Pyszczak hełmiasty niechętnie pobiera pokarm pływający pod powierzchnią wody. W naturze dorosłe osobniki żerują na dużych głębokościach – do 40 m (niektórzy autorzy podają głębokość 60–120 m), a narybek do około 10 m.

## Ochrona gatunku
Rosnące zainteresowanie akwarystów  i jego przełowienie uważane jest za jeden z głównych czynników zagrażających temu gatunkowi.